# Washington Benavides
Washington «Bocha» Benavides (Tacuarembó, 3 de marzo de 1930 - Montevideo, 24 de septiembre de 2017) fue un poeta, profesor y músico uruguayo. Por su cercanía a la cultura y los poetas del sur de Brasil, firmó toda su obra como Washington Benavides, pero su nombre de nacimiento es Washington Benavídez.

## Biografía
Colaboró en la revista Asir en la década de 1950. Desde entonces prosiguió una abundante labor de creación poética, que lo sitúa entre los poetas más importantes de su generación. 
Publicó su primer libro en 1955, Tata Vizcacha,  sátira sobre algunos personajes de su ciudad natal. Integrantes del grupo de estudiantes de ultraderecha «Movimiento de Acción Democrática» compraron todos los ejemplares disponibles en las librerías de la ciudad y realizaron una quema de libros en la plaza 19 de abril de Tacuarembó. Solo se salvaron los que fueron distribuidos en otras ciudades o ya habían sido vendidos u obsequiados. El libro fue reeditado en 2012 y su relanzamiento incluyó un acto de desagravio y presentación del libro en la misma plaza donde medio siglo antes había sido realizada la quema.
En los años de la dictadura cívico-militar, impulsó decididamente el canto popular como forma de resistencia. Fue uno de los integrantes del «Grupo de Tacuarembó», del cual también formaron parte otros poetas y músicos de ese departamento, como Eduardo Larbanois y Eduardo Lago (integrantes de Los Eduardos), Eduardo Darnauchans, Héctor Numa Moraes y su sobrino Carlos Benavídez junto al que ha editado varios discos como «Benavides y Benavides» y «Las milongas».
Comenzó su docencia ingresando al Consejo de Educación Secundaria como docente de literatura el 1° de marzo de 1957 en el liceo de Paso de los Toros, de donde fue destituido por la dictadura cívico-militar en 1976 y siendo restituido en 1985, reintegrándose a la docencia en los liceos N°17 Francisco Acuña de Figueroa y N°2 Héctor Miranda, donde dictó clases hasta 1996.
También fue docente en la Facultad de Humanidades y Ciencias de la Educación de la Universidad de la República, dentro del Departamento de Letras Modernas. También ha trabajado en la radio.
Sus poemas han sido versionados en canciones por artistas como Daniel Viglietti, Eduardo Darnauchans, Alfredo Zitarrosa, Héctor Numa Moraes, Larbanois-Carrero y Abel García entre otros. Como por ejemplo: Como un jazmín del país, Cuando cante el gallo azul, Milonga del Cordobés, Yo no soy de por aquí, etc. Una selección de sus canciones fue publicada en 2013 bajo el título Tanta vida en cuatro versos (un cancionero) por el sello Solazul ediciones, con prólogo y selección a cargo de Diego Techeira. El mismo autor y bajo el mismo sello editorial publicó en el año 2010 el único libro de crítica dedicado al poeta: La Voz el Conjuro: Washington Benavides y su obra. 
En 2016 el Fondo de Cultura Económica de México publicó Sansueña, una selección de su obra a cargo del poeta y ensayista Diego Techeira, quien también escribió el prólogo. Sus últimos títulos editados en vida son dos pequeños poemarios titulados "Retablo Roto" (2016) y "Selva Selvaggia" (2017), ambos en la colección "Postal de Poesía" de Solazul ediciones.
Entre 2021 y 2022, la misma editorial publicó el trabajo de edición del material inédito del poeta realizado por Techeira. El mismo consta de un primer volumen titulado "Palabra Impronunciada" donde se recogen textos que pertenecen al período 1949-1963, al que se integran los que se publicaron originalmente en "El poeta" y "Poesía". El material posterior se recogió en ocho libros: "El Constelado", "La Flauta de Hueso", "La Vida Parodia al Sueño", ,"La Bolsa Mágica", "Rimas de Shelley Fagúndez" (heterónimo inédito), "Posdata", "Los Pies Clavados" y "Poemas de Pedro Agudo". Los dos últimos integran los inéditos al material ya publicado (selección de sonetos en el primer caso y el libro "Amarili" del heterónimo Pedro Agudo en el segundo), aumentando considerablemente ambos volúmenes.
Era conocido popularmente como el «Bocha» Benavides. Es el padre del profesor de historia y artista plástico Pablo Benavídez, ilustrador de muchas de las portadas de libros del poeta para la Editorial Banda Oriental. 

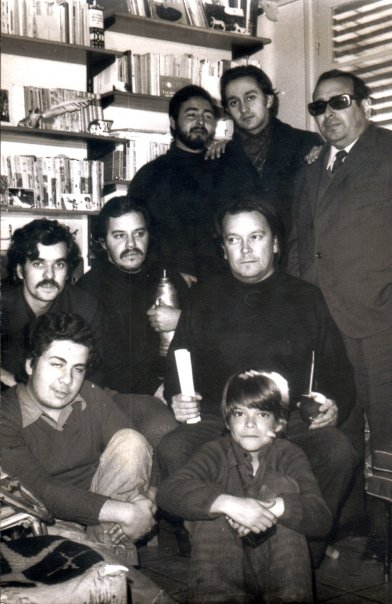
Washington Benavides, Carlos Benavides, Eduardo Darnauchans, Eduardo Larbanois, Eduardo Lagos, José Carlos Seoane, J. A. Salgueiro y Pablo Benavídez, varios de los cuales integraron el movimiento cultural uruguayo llamado «Grupo de Tacuarembó».

## Obras literarias
- Tata Vizcacha (edición del autor, 1955; reeditado por Yaugurú, 2012)
- El poeta (Ediciones Asir. 1959)
- Poesía (1963)
- Las milongas (1965)
- Los sueños de la razón: 1962-1965 (Revista Siete Poetas Hispanoamericanos. 1967)
- Poemas de la ciega (Ediciones de la Banda Oriental. 1968)
- Historias (Ediciones de la Banda Oriental. 1971)
- Hokusai (1975)
- Fontefrida (Ediciones de la Banda Oriental. 1978)
- Murciélagos (1981)
- Finisterre: sextinas, canciones y prospectos (1977-1984) (Ediciones de la Banda Oriental. 1985)
- Fotos (1986)
- Tía Cloniche (Ediciones de la Banda Oriental. 1990)
- Lección de exorcista (Ediciones de la Banda Oriental. 1991
- El molino del agua (Premio Nacional y Municipal. 1993)
- La luna negra y el profesor (1994)
- Los restos del mamut (Ediciones de la Banda Oriental. 1995)
- Moscas de provincia (Ediciones de la Banda Oriental. 1995)
- Canciones de Doña Venus: (1964 - 1972) (Ediciones de la Banda Oriental. 1998)
- El mirlo y la misa (ISBN 9974101395 ISBN 978-9974101395. Ediciones de la Banda Oriental. 2000)
- Los pies clavados (ISBN 9974103525. Ediciones de la Banda Oriental. 2000)
- Biografía de Caín (ISBN 9974102243. Ediciones de la Banda Oriental. 2001)
- Un viejo trovador (ISBN 9974103525. Ediciones de la Banda Oriental. 2004)
- Diarios del Iporá (ISBN 9974798116. Corelato Editoras. 2006)
- Amarili y otros poemas, de Pedro Agudo (2007)
- Tanta vida en cuatro versos. Un cancionero Selección y prólogo de Diego Techeira(Solazul ediciones. 2013)
- Sansueña. Antología Poética. Compilación y prólogo de Diego Techeira (Fondo de Cultura económica, México. 2016)
- Retablo Roto (Solazul ediciones. 2016)
- Selva Selvaggia (Solazul ediciones. 2017)
- Palabra Impronunciada (Solazul ediciones. 2021)
- El Constelado (Solazul ediciones. 2022)
- Los Pies Clavados y otros sonetos (Solazul ediciones. 2017)
- La Vida Parodia al Sueño (Solazul ediciones. 2017)
- Poemas de Pedro Agudoa (Solazul ediciones. 2017)
- La Flauta de Hueso (Solazul ediciones. 2017)
- Rimas de Shelley Fagúndez (Solazul ediciones. 2017)
- La Bolsa Mágica (Solazul ediciones. 2017)
- Posdata (Solazul ediciones. 2017)

El único libro editado acerca de Washington Benavides y su obra se titula "La Voz y el Conjuro", escrito por Diego Techeira y publicado por Solazul ediciones en 2013.

## Discografía
- Washington Benavides por él mismo (Sonopoemas SP 705)
- Benavides y Benavides (junto a Carlos Benavides. Sondor 44317. 1983. reeditado en casete por "Manchester" serie 70.094. 1988)
- Un viejo trovador (Ayuí / Tacuabé ae262cd. 2003)
- De la pluma a la cuerda (junto a Carlos Benavides. Brújula digital. 2007)

## Premios
- 2003, Premio Morosoli de Plata en Literatura entregado por la Fundación Lolita Rubial
- 2012, Gran Premio Nacional a la Labor Intelectual El Gran Premio Nacional a la Labor Intelectual (Ministerio de Educación y Cultura) se otorga cada tres años a aquella persona que se haya destacado en actividades culturales que signifiquen honor para la República y por la obra realizada a lo largo de su vida.
- 2014, Premio Morosoli de Oro entregado por la Fundación Lolita Rubial.El Premio Morosoli de Oro, máximo reconocimiento de la Fundación Lolita Rubial a la cultura uruguaya, es entregado anualmente en la ciudad de Minas, y cuenta con un Consejo Asesor de más de 100 personalidades de la cultura y la ciencia.[6]